# Official U.S. PlayStation Magazine
Official U.S. PlayStation Magazine (nazwa często skracana do OPM) – międzynarodowy magazyn o grach wideo, początkowo wydawany przez Ziff Davis Media. Skupiony na konsolach PlayStation, PS2, PS3 i PSP. Do czasopism często dodawano płyty z grywalnymi demami gier licencjonowanych przez Sony Computer Entertainment. Istniał 9 lat, od wydania z września 1997 do wydania ze stycznia 2007.